# La Rivière (Gironde)
La Rivière ist eine französische Gemeinde im Département Gironde in der Region Nouvelle-Aquitaine. Die Gemeinde liegt im näheren Einzugsgebiet der Stadt Libourne. Aktuell zählt man 412 Einwohner (Stand 1. Januar 2022), eine Zahl, die sich innerhalb der letzten 40 Jahren kaum veränderte.
Die Gemeinde gehört zum Kanton Le Libournais-Fronsadais im Arrondissement Libourne. Mit den Gemeinden Saint-Aignan, Saint-Germain-de-la-Rivière und Saint-Michel-de-Fronsac wurde eine interkommunale Vereinigung zur Trägerschaft der Grundschulen eingerichtet.

## Bevölkerungsentwicklung
| Jahr                       | 1962 | 1968 | 1975 | 1982 | 1990 | 1999 | 2011 | 2016 |
| Einwohner                  | 334  | 310  | 350  | 367  | 322  | 321  | 356  | 415  |
| Quellen: Cassini und INSEE |      |      |      |      |      |      |      |      |

## Weinbau
La Rivière ist ein Weinbauort innerhalb des  Weinbaugebiets Fronsac.

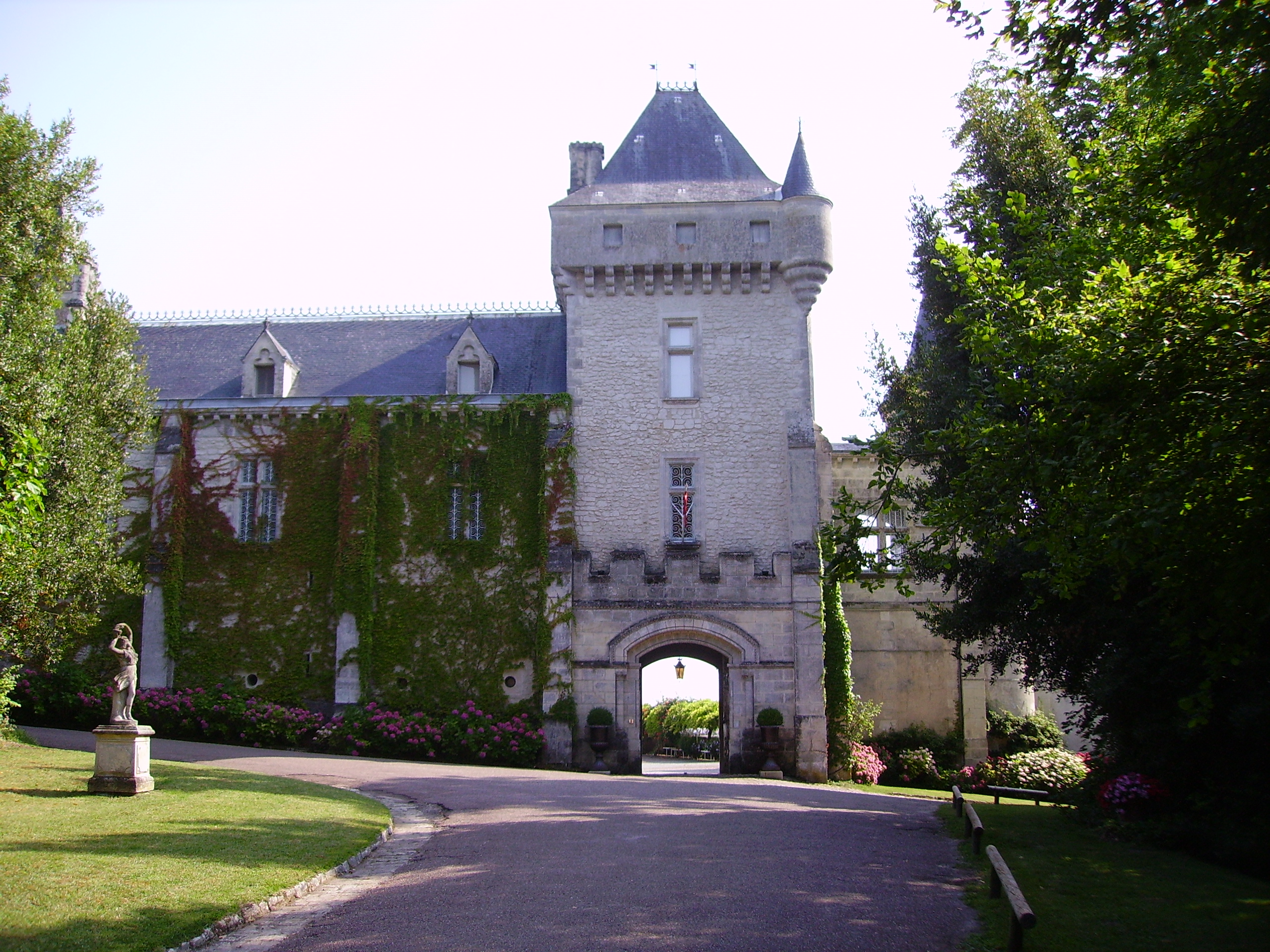
Eingangstor von dem Château de la Rivière